# Médaille d'honneur des services judiciaires
La médaille d'honneur des services judiciaires est une décoration civile française créée le 9 novembre 2011 afin de récompenser les services honorables rendus aux services judiciaires.

## Historique
La médaille d'honneur des services judiciaires a été créée sous la présidence de Nicolas Sarkozy par le décret du 9 novembre 2011, selon la volonté du garde des Sceaux Michel Mercier, qui souhaitait répondre à une demande formulée depuis 1963 par les personnels des services judiciaires pour lesquels il n’existait pas encore de titre honorifique spécifique.
La première promotion a été nommée le 1er janvier 2012.

## Bénéficiaires
La médaille d'honneur des services judiciaires récompense les personnes qui, dans le cadre de leur activité professionnelle ou à titre bénévole, ont rendu des services honorables aux services judiciaires.
Elle comporte trois échelons :
- Bronze ;
- Argent ;
- Or.

## Conditions d'attribution
La médaille d'honneur des services judiciaires est attribuée par arrêté du garde des Sceaux, ministre de la Justice, dans la limite du contingent annuel fixé par l'arrêté du 9 novembre 2011 :
- 200 médailles de bronze ;
- 100 médailles d'argent ;
- 50 médailles d'or.

Le décret prévoit que nul ne peut se voir conférer la médaille d'honneur des services judiciaires s'il a été condamné pour crime ou à une peine d'emprisonnement sans sursis égale ou supérieure à un an.
La médaille peut être retirée en cas de condamnation pour crime ou à une peine d'emprisonnement sans sursis égale ou supérieure à un an ainsi qu'en cas de manquement à l'honneur.

### Procédure
Un comité de la médaille d'honneur des services judiciaires examine les propositions d'attribution et de retrait de la médaille formulées par les chefs de cour et le directeur des services judiciaires. Le comité est présidé par le directeur des services judiciaires ou par son adjoint et est composé de :
- L'inspecteur général des services judiciaires ;
- Un premier président de cour d'appel ;
- Un procureur général près une cour d'appel ;
- Un président de tribunal judiciaire ;
- Un procureur près un tribunal judiciaire ;
- Un directeur des services de greffe judiciaires ;
- Un président de tribunal de commerce ;
- Un président ou un vice-président de conseil de prud'hommes.

### Conditions générales
L'échelon de bronze peut être décerné après dix années de services ; l'échelon d'argent, aux titulaires de l'échelon bronze après cinq années de services supplémentaires ; et l'échelon d'or, aux titulaires de l'échelon argent après cinq années de services supplémentaires.

### Conditions particulières
La médaille peut être décernée à l'un des trois échelons, sans condition de durée de services et hors contingent, aux personnes :
- Ayant accompli un acte de courage ou de dévouement ;
- Ayant rendu des services exceptionnels aux services judiciaires ;
- Ayant été tuées ou blessées à l'occasion des services rendus aux services judiciaires.

## Médaille
La médaille d'honneur des services judiciaires est composée comme suit :
- Ruban : d'une largeur totale de 27 mm, de couleur amarante avec deux liserés verticaux de couleur verte de 2 mm, espacés de 10 mm au centre ; assorti d'une rosette de mêmes couleurs d'environ 10 mm de diamètre pour la médaille d'argent et d'environ 18 mm de diamètre pour la médaille d'or.
- Médaille : ronde de 27 mm de diamètre.
  - Avers : un profil de la République entouré de l'inscription « République française ».
  - Revers : sur le pourtour, les mots : « Ministère de la Justice » entourant l'inscription : « Médaille des services judiciaires » surmontant le cartouche nominatif rectangulaire.

| Bronze | Argent | Or |
| ------ | ------ | -- |
|        |        |    |
|        |        |    |